# Jorrit Bergsma
Jacob Jorrit Bergsma (ur. 1 lutego 1986 w Oldeboorn) – holenderski łyżwiarz szybki, dwukrotny medalista olimpijski, wielokrotny medalista mistrzostw świata i wielokrotny zdobywca Pucharu Świata.

## Kariera
Specjalizuje się w dłuższych dystansach (5000 m, 10 000 m, maratony łyżwiarskie). Olimpijski debiut Bergsmy miał miejsce podczas igrzysk olimpijskich w Soczi w 2014 roku, choć przed igrzyskami w Vancouver w 2010 próbował zdobyć kwalifikację jako reprezentant Kazachstanu. W Soczi zdobył złoty medal na dystansie 10 000 m oraz zajął trzecie miejsce na dystansie 5000 m, gdzie wyprzedzili go rodacy Sven Kramer i Jan Blokhuijsen. Na mistrzostwach świata na dystansach w Soczi w 2013 roku zdobył złoto w biegu na 10 000 metrów i srebro na 5000 m. Na dłuższym dystansie był też drugi podczas mistrzostw świata Heerenveen w 2012 roku. Wyniki z 2013 roku powtórzył na dystansowych mistrzostwach świata w Heerenveen w 2015 roku. Z rozgrywanych rok później dystansowych mistrzostw świata w Kołomnie wrócił ze srebrnym medalem zdobytym w biegu na 5000 m. Ponadto na mistrzostwach świata w Gangneung zwyciężył w biegu drużynowym, a na dystansach 5000 i 10 000 m był drugi.
Wielokrotnie stawał na podium zawodów Pucharu Świata, odnosząc przy tym osiem zwycięstw. W sezonach 2012/2013, 2013/2014, 2014/2015 i 2016/2017 zwyciężał w klasyfikacji końcowej 5000/10 000 m, a sezon 2011/2012 zakończył na trzeciej pozycji. W sezonach 2011/2012 i 2015/2016 był drugi w klasyfikacji końcowej startu masowego, a w sezonie 2016/2017 zajął trzecie miejsce. Ponadto w sezonie 2012/2013 zwyciężył w klasyfikacji generalnej, w sezonie 2016/2017 był drugi, a trzy lata wcześniej zajął trzecie miejsce.
Zdobywał medale mistrzostw Holandii, triumfował w 2012 na 5000 metrów i w 2013 na 10 000 metrów.

## Rekordy życiowe
| Dystans  | Czas     | Data              | Miejsce    |
| -------- | -------- | ----------------- | ---------- |
| 500 m    | 38,25    | 27 grudnia 2014   | Heerenveen |
| 1000 m   | 1.14,30  | 20 grudnia 2014   | Heerenveen |
| 1500 m   | 1.47,08  | 2 listopada 2013  | Calgary    |
| 3000 m   | 3.39,79  | 3 listopada 2013  | Calgary    |
| 5000 m   | 6.06,93  | 10 listopada 2013 | Calgary    |
| 10 000 m | 12.43,95 | 11 lutego 2017    | Gangneung  |
| Źródło:  |          |                   |            |